# Joseph Heller
Joseph Heller, född 1 maj 1923 i Coney Island i Brooklyn i New York, död 12 december 1999 i East Hampton på Long Island i New York, var en amerikansk författare. Han är mest känd för sin antikrigsroman Catch 22 (1961), översatt till svenska som Moment 22.

## Biografi
Joseph Heller växte upp i de judiska kvarteren på Coney Island, bara ett stenkast från ett av världens mest berömda nöjesfält. Föräldrarna var rysk-judiska immigranter, och han uppfostrades av modern och av sina äldre halvsyskon. Fadern dog när Heller bara var fem år gammal.
Barndomen beskriver han som ljus i självbiografin Nu och då. Trots faderns död, mitt under den stora depressionen, samt att familjen levde under mycket knappa omständigheter, var det för honom en sorglös tid. Efter skolan hade Joseph Heller en rad olika arbeten, bland annat som smed i Pittsburgh, och efter andra världskriget som lärare och reklamskribent.
Det som mest kom att förändra hans liv var förmodligen anfallet på Pearl Harbor i december 1941. Han var 19 år och anmälde sig som frivillig till arméns flygvapen, varefter han blev stationerad på Sardinien i Italien. Det är från denna tid han hämtat stoff till antikrigsromanen Moment 22 (1961), som blev en kultbok bland ungdomar under det efterföljande Vietnamkriget och allt som allt sålts i cirka 20 miljoner exemplar. Boken blev 1970 föremål för en långfilm och 2019 till en miniserie.
Heller är en av vår tids mest lästa och berömda författare. Hans genre tillhör kategorierna "krig" och satir. Han har mycket humor i böckerna; citat som "Frid på jorden skulle innebära slutet för civilisationen såsom vi känner den" och "En expert på internationella relationer är i allmänhet till lika stor nytta för sitt land som en expert på kiromanti eller frenologi" vittnar om detta. Före sitt stora genombrott skrev Heller många noveller och essäer och var även verksam som pjäsförfattare.